# Xã Byron, Quận Stafford, Kansas
Xã Byron (tiếng Anh: Byron Township) là một xã thuộc quận Stafford, tiểu bang Kansas, Hoa Kỳ. Năm 2010, dân số của xã này là 66 người.